# 青即战役
青即战役，或称“即青战役”，是1949年5月中国人民解放军山东军区以第32军为主，在青岛、即墨发起的打击青岛地区国军第十一绥靖区的战役。

## 战前背景
第二次国共内战期间，青岛的特殊之处在于设有美军大型海军基地，有大量美军驻扎。因此，至1949年5月初即便东北、华北全境，华东绝大部分已经被解放军攻占，青岛地区仍完整地被国军第十一绥靖区控制。
1949年2月初，刚上任十天的美国国务卿迪安·艾奇逊在与美国国会议员的谈话中指出：“在灾难的尘埃落尽以前，美国不能决定下一步怎么办。”艾奇逊的谈话被报刊登载，此时美国对华政策被命名为“等待尘埃落定”：面对1949年国共内战最终战局，美国急于从国军溃败撤出大陆的态势上脱身，避免被国府拖下水直接卷入中国内战，采取静待形势发展而后确定对策，美国对华政策处于摇摆、矛盾之中。 
1949年4月20日，第二、第三野战军百万大军发起渡江战役，席卷江南。至1949年5月初，第三野战军主力从苏南、浙北两个方向逼近上海市郊，打响上海战役。在此背景下，1949年4月25日山东军区致电中央军委及华东军区，分析了情况後建议趁青岛国民党军队动摇恐慌之际，以迫使國軍盡快撤離青島为目的，组织三十二军和胶东军区部队发动青即战役，以便在国军全部撤退时迅速进入青岛，防止国军撤退时破坏青岛市设施。由于事关驻青岛美军的中美关系、国际关系大局，中共中央、中央军委事先谋划，毛泽东亲笔起草，于1949年4月28日发出《同意对青岛举行威胁性攻击》命令：

山东军区并告华东局，粟、张：
卯有（4月25日）电悉。同意对青岛举行威胁性攻击，第一步集十二个团，对若干据点试行攻击。得手后看情形再决第二步行动。其目的，是迫使敌人早日撤退，我们早日占领青岛，但又避免与美军作战（此点应与部队干部讲明白）。
军委，卯俭（4月28日）

国军驻青岛部队：
- 第十一绥靖区：1948年1月，青岛警备司令部扩编为第十一绥靖区，驻馆陶路22号。设参谋、督察、秘书、副官、军需、军法、外事、军医、总务等处
  - 绥靖区主任：刘安祺（1948年7月7日接任丁治磐）
  - 第三十二军：军长施忠诚/康乐三第252师、柴正源第255师、冯陈豪第266师
  - 第五十军：军长胡家骥、叶佩高，辖第三十六、第一〇七、第二七〇师
  - 第二〇四师
  - 第二〇八师第九团
  - 工兵第十七团
  - 宪兵第十一团
  - 辎重汽车第二十一团
  - 通信兵独立第十营
  - 铁甲兵第五大队。
- 联勤第九分监部
- 海军第二军区
  - 第一舰队
  - 第二巡防队
- 空军第五大队(第二十五、第二十七中队)、一个供应中队、一个警卫营
- 国防部次长兼山东省主席兼青岛市长：秦德纯
  - 青岛警备旅
  - 独立旅
  - 山东保安第一旅
  - 山东保安第二旅

解放军参战部队12个团，兵力3万人：
- 山东军区第32军：1949年2月胶东前方指挥部所辖的胶东军区新五师、新六师和炮兵团组建第32军，辖6个团。军长谭希林、政治委员彭林，副军长刘涌，参谋长赵一萍。
- 胶东军区警备第四旅（3个团）
- 胶东军区警备第五旅第十五团。1949年4月15日以烟台警备司令部为基础，由东海军分区二团、烟台警备部队（北海独三团）、胶东军区独立团组建该旅，依次编为第13、第14、第15团，组建炮兵团，全旅6,000人。旅部驻烟台市毓璜顶。担负烟台、威海、蓬莱的海防及城市警备。旅长刘林，政委刘乃殿（烟台市委书记兼），副政委张伟烈，参谋长张汉汝，政治部主任张少华。第15团是1949年2月胶东警卫团二营与1949年1月26日驻防崂山县惜福镇的国军第32军754团团长方本壮率部起义于27日开抵解放区店集镇，合编为胶东军区独立团，兵力1,771人。
- 胶东军区两个基干团
- 第32军炮兵团
- 1个榴弹炮营
- 鲁中南军区滨北军分区部分县区武装

美国在青岛驻军：
- 第七舰队10－15艘巡洋舰和驱逐舰。司令官白吉尔
- 海军航空兵3个飞行中队，1,000余人；
- 旅级海军陆战队：4个营2,000余人

## 作战过程
刘安祺第十一绥靖区部署了三条防线：
- 第一道防线以即墨城为中心，沿马山（即墨城西，海拔211米）、盟旺山（即墨城东，海拔119米）、莲花山（海拔119m）、四舍山（海拔326m）、铁骑山（即墨城东南，海拔328.8m）等制高点组成以支撑点相连接的防线，以地方保安团队拒守。
- 第二道防线西起女姑口经城阳、流亭沿白沙河东至黄海边
- 第三道防线西起沧口经李村至沙子口

解放军青即战役指挥部（司令员许世友，副司令员谭希林）作战部署：
- 西路：三十二军第九十五师围击胶济铁路两侧的国队
- 中路：三十二军第九十四师进攻即墨城北烟青公路以西的国军
- 东路：华东警备四旅和警备五旅一个团，进攻即墨城以东沿海一线孤立国军，逐步向南拔点，扫清崂山国军。1949年5月3日，警备四旅进攻即墨城北15km的由32军764团1营拒守的灵山

## 战后结果与影响
青即战役，解放军歼国军5,700多人，解放军伤亡3,500余人，陣亡789人，其中解放军第32军有600多人陣亡。
华东军区5月28日致电山东军区，拟调24军配属野榴、机械化团加强进攻青岛力量。青岛于6月2日被解放军接管。